# Slaget vid Leytebukten
Slaget vid Leytebukten var ett jättelikt sjöslag mellan amerikanska och japanska flottstyrkor under andra världskriget. Mindre brittiska och australiensiska styrkor ingick på den allierade sidan. Det ägde rum vid Leytebukten utanför ön Leyte, Filippinerna den 23-26 oktober 1944. 

## Bakgrund
Befälhavare för de amerikanska styrkorna var amiral William Halsey, Jr chef för 3:e Flottan och amiral Thomas Kinkaid, chef för 7:e Flottan. Motsvarigheten på den japanska sidan var amiral Jisaburo Ozawa. Amerikanerna hade ett stort övertag vad gäller stridsfartyg, flygplan med mera. Den japanska flottan hade skrapat ihop det mesta av sina återstående resurser. En förlust för Japan skulle vara förödande för deras del. Från och med försommaren 1943 hade de allierade stridskrafterna varit på stadig offensiv i Stillahavskriget och återerövrat bland annat Salomonöarna, Marshallöarna och Marianerna. Särskilt den sistnämnda ögruppen var en viktig strategisk förlust för japanerna. En seger för de allierade här innebar att vägen för en invasion av Filippinerna var öppen.

## Slaget
Trots sitt stora numerära underläge bjöd japanerna hårt motstånd och slaget stod länge och vägde men till slut tog amerikanernas numerära överlägsenhet ut sin rätt. Slaget var den första gången under kriget som Japan använde sig av så kallade kamikazepiloter. De påverkade dock inte vare sig här eller senare krigets förlopp i någon större omfattning. 

## Förluster

### Allierade förluster
Den amerikanska flottan förlorade 6 större örlogsfartyg under slaget.
- Ett lätt hangarfartyg: USS Princeton
- Eskorthangarfartyg: USS Gambier Bay och USS St. Lo (det första större örlogsfartyget som sänktes av en kamikazeattack)
- Två jagare: USS Hoel och USS (DD-557)
- En eskortjagare: USS Samuel B. Roberts
- Fyra andra fartyg skadades.

### Japanska förluster
Den japanska flottan förlorade 26 större örlogsfartyg under slaget.
- Ett hangarfartyg: Zuikaku, flaggskeppet för den norra styrkan
- Tre lätta hangarfartyg: Zuiho, Chiyoda, och Chitose
- Tre slagskepp: Musashi (före detta flaggskeppet för Japanese Combined Fleet), Yamashiro och Fusō
- Sex tunga kryssare: Atago, Maya, Suzuya, Chōkai, Chikuma, och Mogami
- Fyra lätta kryssare: Noshiro, Abukuma, Tama, och Kinu
- Nio jagare: Nowaki, Hayashimo, Yamagumo, Asagumo, Michishio, Akizuki, Hatsuyuki, Wakaba, och Uranami

## Konsekvenser
Slaget anses vara det största som någonsin ägt rum till sjöss och det fick stor betydelse för det fortsatta kriget. Den japanska flottan var efter detta inte längre ett reellt hot mot det amerikanska sjöherraväldet, och den fortsatta vägen mot en invasion av det egentliga Japan hade underlättats avsevärt.